# Hastingsia bracteosa
Hastingsia bracteosa är en sparrisväxtart som beskrevs av Sereno Watson. Hastingsia bracteosa ingår i släktet Hastingsia och familjen sparrisväxter. Inga underarter finns listade i Catalogue of Life.